# 长武站
长武站，位于中华人民共和国陕西省咸阳市长武县地掌乡宇家河村，是西平铁路上的火车站，2015年4月10日启用营运，西安铁路局管辖。

## 車站周邊
- 高家堡煤矿

## 交通方式
在长武县城华仁医院对面可以坐公交车，票价五元一人，约半个小时到火车站。每小时一班车，从7：20-17:20，共有十班车。

## 外部連結
- 中国铁路客户服务中心 （页面存档备份，存于）